# Edward St. Maur, 12. Duke of Somerset

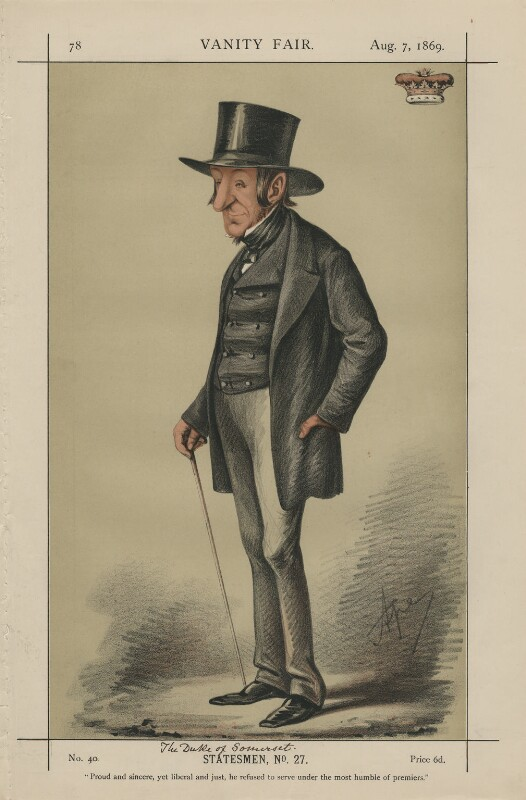
Edward St. Maur, 12. Duke of Somerset (Karikatur von „Ape“ in Vanity Fair, 7. August 1869).

Edward Adolphus St. Maur, 12. Duke of Somerset, KG, PC (geborener Seymour, * 20. Dezember 1804 in Piccadilly, Westminster; † 28. November 1885 in Stover, Teigngrace, Devon) war ein britischer Politiker der konservativen Tories und danach der Liberal Party, der unter anderem zwischen 1830 und 1831 sowie von 1834 bis 1855 Mitglied des Unterhauses (House of Commons) war. Er fungierte zwischen 1850 und 1851 als Erster Kommissar für Wälder und Forsten sowie von 1851 bis 1852 als Erster Kommissar für öffentliche Arbeiten. Seit er 1855 den Titel als 12. Duke of Somerset geerbt hatte, wurde er Mitglied des Oberhauses (House of Lords) und gehörte diesem bis zu seinem Tode 1885 an. Er bekleidete zwischen 1859 und 1866 den Posten als Erster Lord der Admiralität sowie zugleich von 1861 bis 1885 als Lord Lieutenant von Devon. 1863 wurde er zudem zum Earl St. Maur erhoben.

## Leben

### Familiäre Herkunft, Unterhausabgeordneter und erste Regierungsämter

Wappen des Duke of Somerset

Edward Adolphus St. Maur, der als Edward Adolphus Seymour geboren wurde, war eines von fünf Kindern und der älteste Sohn von Edward Adolphus St. Maur, 11. Duke of Somerset (1775–1855), der den Duketitel 1793 geerbt hatte, und dessen erster Ehefrau Lady Charlotte Hamilton (1772–1827), eine Tochter von Archibald Hamilton, 9. Duke of Hamilton. Als Heir apparent seines Vaters führte er zu dessen Lebzeiten den Höflichkeitstitel Lord Seymour. Sein Vater ließ die Schreibweise seines Familiennamens „Seymour“ amtlich zu „St. Maur“ ändern – man hielt diese für die ursprüngliche Schreibweise des Namens. Er absolvierte nach dem Besuch des renommierten Eton College ein Studium am Christ Church College der Universität Oxford. Am 30. Juli 1830 wurde er für die konservativen Tories im Wahlkreis Okehampton erstmals zum Mitglied des Unterhauses (House of Commons) gewählt und gehörte diesem bis zum 30. April 1831 an. Bei einer Nachwahl am 17. Februar 1834 wurde er daraufhin im Wahlkreis Totnes abermals zum Mitglied des Unterhauses gewählt und gehörte diesem nach seinen Wiederwahlen 1835, 1837, 1841, 1847 und 1852 bis zum 31. August 1855 an.
1835 übernahm er in der Zweiten Regierung Melbourne sein erstes Regierungsamt und war bis 1839 zunächst einer der Lords im Schatzamt (Lord of the Treasury). Danach war er zwischen 1839 und 1841 Sekretär des Amtes für Britisch-Ostindien (East India Board) sowie im Anschluss von Juni bis Ende August 1841 Parlamentarischer Unterstaatssekretär im Innenministerium (Parliamentary Under-Secretary, Home Department). In der ersten Regierung Russell war er von 1850 bis zum 1. August 1851 zunächst Erster Kommissar für Wälder (First Commissioner of Woods) und übernahm daraufhin am 1. August 1851 das neu geschaffene Amt als Erster Kommissar für öffentliche Arbeiten (Chief Commissioner of Works). Dieses Amt bekleidete er bis zum 21. Februar 1852 und wurde am 23. Oktober 1851 auch Mitglied des Privy Council, des Geheimen Kronrates.

### Oberhausmitglied, Erster Lord der Admiralität und Lord Lieutenant von Devon
Beim Tod seines Vaters erbte Edward Adolphus St. Maur am 15. August 1855 dessen Adelstitel als 12. Duke of Somerset, 12. Baron Seymour und 10. Baronet, of Berry Pomeroy. Das Dukedom und die Baronie waren 1547 in der Peerage of England, die Baronetcy 1611 in der Baronetage of England geschaffen worden. Aufgrund der Titel wurde er Mitglied des Oberhauses (House of Lords), schied dazu aus dem House of Commons aus, und gehörte dem Oberhaus bis zu seinem Tod am 28. November 1885 an.
Am 27. Juni 1859 übernahm er in der zweiten Regierung Palmerston den Posten als Erster Lord der Admiralität (First Lord of the Admiralty) und bekleidete diesen vom 30. Oktober 1865 bis zum 28. Juni 1866 auch in der zweiten Regierung Russell. Er war zudem von 1861 und 1865 als Elder Brother einer der Leiter der Leuchtfeuerverwaltung Trinity House. Als Nachfolger von Hugh Fortescue, 2. Earl Fortescue wurde er 1861 des Weiteren zum Lord Lieutenant der Grafschaft Devon ernannt und bekleidete dieses Amt bis zu seinem Tod am 28. November 1885, woraufhin Stafford Northcote, 1. Earl of Iddesleigh ihm nachfolgte. Am 21. Mai 1862 wurde er als Knight Companion in den Hosenbandorden aufgenommen. Darüber hinaus wurde ihm am 9. Juni 1863 in der Peerage of the United Kingdom der erbliche Adelstitel Earl St. Maur, of Berry Pomeroy in the County Devon, verliehen.

## Ehe und Nachkommen
Am 10. Juni 1830 hatte er Jane Georgiana Sheridan († 1884) geheiratet. Aus der Ehe gingen die drei Töchter und zwei Söhne hervor:
- Lady Ulrica Frederica Jane St. Maur († 1916), ⚭ 1858 Lord Henry Thynne (1832–1904), MP;[11]
- Lady Jane Hermione St. Maur († 1909), ⚭ 1852 Sir Frederick Graham, 3. Baronet (1820–1888)[12]
- Lady Helen Guendolen St. Maur († 1910), ⚭ 1865 Sir John William Ramsden, 5. Baronet (1831–1914), MP;[13]
- Edward Adolphus Ferdinand St. Maur, Earl St. Maur (1835–1869), 1863 durch Writ of Acceleration als 13. Baron Seymour ins House of Lords berufen;[14]
- Lord Edward Percy St. Maur (1841–1865).[15]

Da seine beiden Söhne vor ihm starben, der Ältere von ihnen nur einen unehelichen Sohn und der der Jüngere keine Kinder hinterließ, hatte er bei seinem Tod am 28. November 1885 keinen lebenden, legitimen männlichen Nachkommen. Deshalb erbte bei seinem Tod zunächst sein jüngerer Bruder Archibald Henry Algernon St. Maur (1810–1891) als 13. Duke of Somerset alle seine Adelstitel, mit Ausnahme des Earldoms St. Maur, das erlosch. Als dieser am 12. Januar 1891 unverheiratet und kinderlos starb, erbte schließlich der jüngste Bruder des 12. und 13. Duke, Algernon Percy Banks St. Maur (1813–1894), als 14. Duke of Somerset die Titel.

## Veröffentlichungen
- Christian theology and modern scepticism, London, J. Bain, 1872.
- Monarchy and democracy, phases of modern politics, London, J. Bain, 1880.